# Gefrorenes Frischplasma

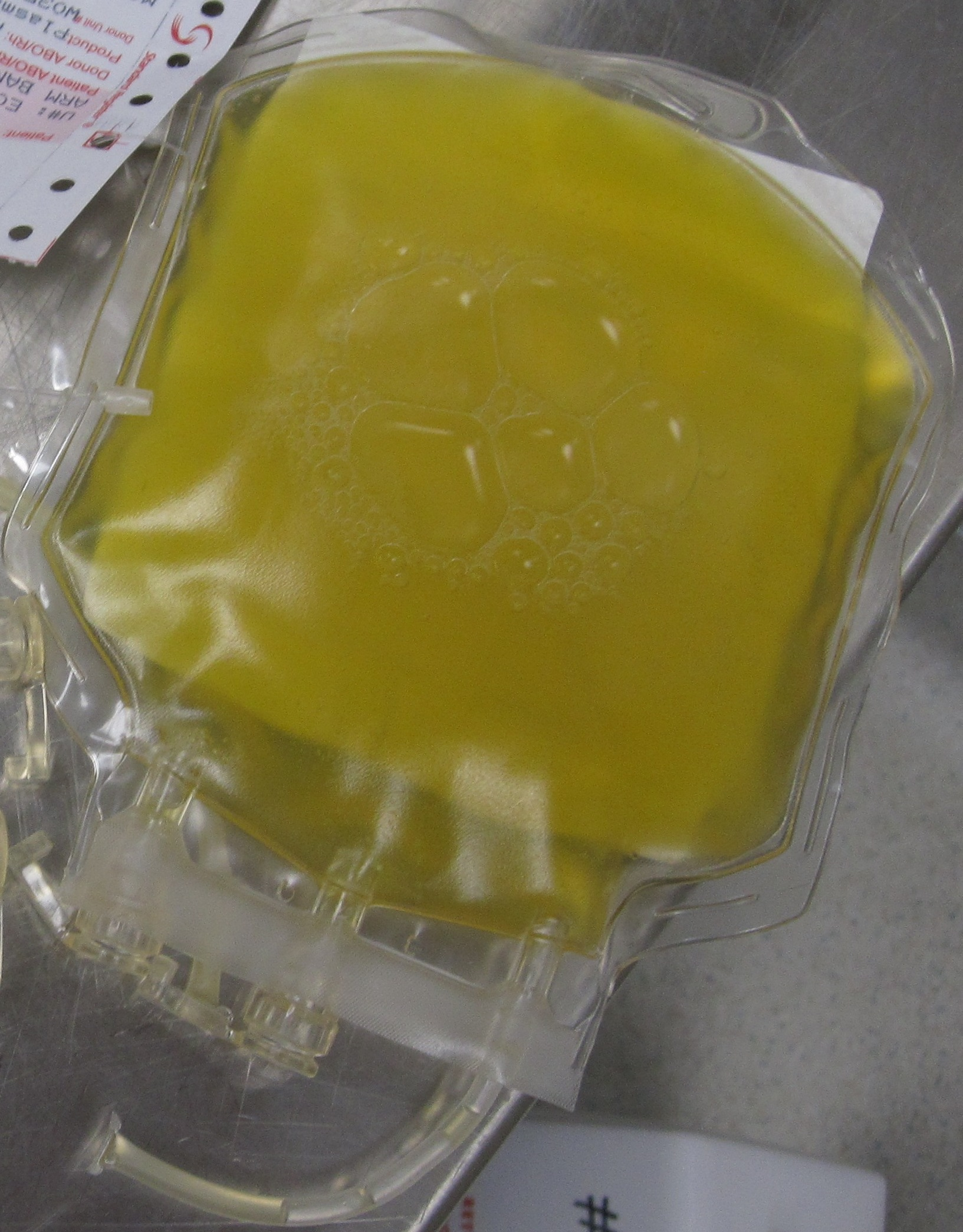
Eine übliche Konserve gefrorenen Frischplasmas

Gefrorenes Frischplasma (GFP, auch FFP von engl. Fresh Frozen Plasma) ist ein aus dem Plasma von Spenderblut gewonnenes, schockgefrorenes Blutprodukt, das die flüssigen und gelösten Bestandteile des Blutes enthält, während die korpuskulären Bestandteile (Zellen des Blutes: Erythrozyten, Leukozyten, Thrombozyten) durch Zentrifugieren weitgehend entfernt wurden.

## Inhaltsstoffe
GFP enthält in physiologischer Konzentration:
- Albumin u. a. Proteine
- Faktoren der Fibrinolyse
- Faktoren des Komplementsystems
- Gerinnungsfaktoren
- Immunglobuline

## Lagerung
Gefrorenes Frischplasma wird tiefgefroren gelagert und ist bei −30 bis −45 °C bis zu zwei Jahre haltbar.

## Indikation für die Gabe von GFP
- Ersatz von Plasma bei Massentransfusionen
- Ersatz von Gerinnungsfaktor V und XI (da diese Faktoren nicht einzeln als Konzentrate erhältlich sind.)
- Leberinsuffizienz mit unzureichender Bildung von Gerinnungsfaktoren
- bei Blutungen im Rahmen einer Verbrauchskoagulopathie (Solange bei einer Verbrauchskoagulopathie keine Blutung vorliegt, sind PPSB eher zu empfehlen.)
- Plasmaersatz bei Plasmapherese

## Dosierung
Ein Beutel mit GFP enthält die Gerinnungsfaktoren von 500 ml Vollblut eines Spenders. Dies entspricht etwa 10 % der Gesamtblutmenge. Nach dem Auftauen ist die Gerinnungsaktivität auf 70 % der ursprünglichen Aktivität gesunken, sie sinkt danach innerhalb von Stunden weiter drastisch ab. Entsprechend hebt eine Konserve von GFP die Gerinnungsfaktoren eines erwachsenen Menschen um ca. 5–7 Prozentpunkte an.
Als Faustformel gilt:
- 1 ml GFP/kg Körpergewicht führt zu einem Anstieg der Gerinnungsfaktoren von 1 bis 2 %.

## Nebenwirkungen
- Allergische Reaktionen
- Infektionsrisiko. Das Infektionsrisiko ist im Vergleich zu Erythrozyten-Konzentraten jedoch gering, weil GFPs quarantänegelagert werden, d. h., sie werden erst freigegeben, wenn der Spender noch ein zweites Mal zur Blutspende erschienen ist und erneut keinen Nachweis von ansteckenden Krankheiten hatte. Die Quarantänelagerung greift allerdings nur für diejenigen Infektionen, auf die der Spender nach Ende der Quarantänelagerung auch untersucht wird (z. Zt. HIV, Hepatitis B und C).
- Gefrierplasma enthält Antikörper gegen Blutgruppenmerkmale, die der Spender nicht aufweist (z. B. im Plasma eines Spenders der Gruppe A gibt es Antikörper gegen Blutgruppe B). Diese Antikörper reagieren mit den Erythrozyten des Empfängers und es kommt zur Hämolyse. Je mehr Gefrierplasma transfundiert wird, desto ausgeprägter die Reaktion. Aus diesem Grund ist Gefrierplasma AB0-kompatibel zu transfundieren. Plasma der Gruppe AB bildet eine Ausnahme, da es keine Antikörper nach dem AB0-Schema enthält.